# 布齊
47°23′57″N 30°18′58″E / 47.39917°N 30.31611°E
布齊（烏克蘭語：Буци）是位於烏克蘭西南部的村莊，由敖德萨州贝雷济夫卡区的舊馬亞基市鎮負責管轄。該村始建於1923年，面積0.65平方公里，海拔高度158米，2001年人口125，人口密度每平方公里193.85人。